# Engoulevent du Choco
Nyctiphrynus rosenbergi
Espèce
Synonymes
- Caprimulgus rosenbergi Hartert, 1895
(protonyme)

Statut de conservation UICN

 NT  : Quasi menacé
L'Engoulevent du Choco (Nyctiphrynus rosenbergi) est une espèce d'oiseaux de la famille des Caprimulgidae.

## Répartition
Cet oiseau vit dans la région du Chocó (ouest de la Colombie et nord de l'Équateur).